# Schiraces
Schiraces é um gênero de traça pertencente à família Arctiidae.